# Didymocarpus cortusifolius
Didymocarpus cortusifolius är en tvåhjärtbladig växtart som först beskrevs av Henry Fletcher Hance, och fick sitt nu gällande namn av Wen Tsai Wang. Didymocarpus cortusifolius ingår i släktet Didymocarpus och familjen Gesneriaceae. Inga underarter finns listade i Catalogue of Life.